# 靳珩橋
靳珩橋，原名白龍橋，位於台灣花蓮縣秀林鄉太魯閣國家公園境內，為台8線上橫跨魯丹溪的橋樑，全長82公尺，寬有11公尺，以鋼筋混凝土建造。原是立霧溪一條產金道路，跨越魯丹溪的一座簡易橋樑，橋身呈石拱造型。國民政府來台後，為開闢中橫公路而興建，並保留石拱的橋身造型，後來因工程師靳珩於上午進行巡察時，遭逢地震而被落石擊斃，故竣工後改稱「靳珩橋」，以茲紀念。此外，在橋的附近興建一座公園，並立有一座靳珩半身銅像，旁邊高地上還有一座尖碑刻著「公路局合流工程處殉職員工紀念碑」，紀念他因公殉職，供世人緬懷。靳珩橋曾於1997年安珀颱風給摧毀，如今所見的靳珩橋外觀是2003年重建。

## 周邊景點
- 燕子口
- 布洛灣
- 錐麓大斷崖
- 合歡越嶺古道（錐麓古道）